# رودیگر ولبورن
رودیگر ولبورن (انگلیسی: Rüdiger Vollborn؛ زادهٔ ۱۲ فوریهٔ ۱۹۶۳) بازیکن فوتبال اهل آلمان است.
از باشگاه‌هایی که در آن بازی کرده‌است می‌توان به باشگاه فوتبال بایر ۰۴ لورکوزن اشاره کرد.
وی همچنین در تیم ملی فوتبال زیر ۲۱ سال آلمان بازی کرده‌است.